# Empacher-Krause-Gruppe
Die Empacher-Krause-Gruppe war eine Stettiner Widerstandsgruppe gegen den Nationalsozialismus. Sie wurde von Walter Empacher und Werner Krause geleitet.

## Geschichte
Walter Empacher und Werner Krause gründeten diese Widerstandsgruppe 1937 in Stettin. Sie war in Pommern eine der größten illegalen Widerstandsgruppen, der zeitweise bis zu 300 Personen angehörten. Darunter waren neben Kommunisten und Sozialdemokraten auch Parteilose. Sie hatte in der Zeit des Zweiten Weltkriegs auch Kontakte zu kirchlich-katholischen und ausländischen Widerstandsgruppen, mit denen sie eng zusammenarbeiteten. 
Die Arbeitsschwerpunkte dieser Gruppe waren:
- Kontaktaufnahme zu antifaschistisch eingestellten Soldaten an der Kriegsfront im Osten.
- Unterstützung der Ziele des NKFD
- Herstellung von Flugblättern
- Unterstützung von ausländischen Zwangsarbeitern
- Kontaktaufbau zu Arbeitern in den deutschen Betrieben

Ende 1944 wurden ca. 40 Widerstandskämpfer und Widerstandskämpferinnen durch die Gestapo verhaftet. Walter Empacher erwischte es zum Beispiel einen Tag vor Weihnachten. Innerhalb von kürzester Zeit wurden die Verhafteten vom Volksgerichtshof angeklagt. Der Prozess begann am 6. Februar 1945 in Stettin und endete schon am 9. Februar mit den Urteilen. Walter Empacher, Werner Krause, Walter Miermeister, Heinz Peters, Rudolf Weller und Eugen Wilhelm wurden zum Tode verurteilt. Aus Angst vor der anrückenden bolschewistischen Streitkräften wurden die Urteile noch am selben Tag vollstreckt. Alle sechs Angeklagten wurden gehängt (gehenkt). Herta Geffke, Elisabeth Griehl, Max Griehl, Otto Nowack, Karl Rosenfeld und Bruno Schmidt haben die NS-Schreckensherrschaft überlebt. 

## Verwendete Literatur
- Luise Kraushaar: Deutsche Widerstandskämpfer 1933–1945 Biographien und Briefe. Hrsg.: Institut für Marxismus-Leninismus beim Zentralkomitee der SED. Band 1. Dietz Verlag Berlin, Berlin 1970, Lizenznummer 1, S. 226–228.

- Roman Guski, Johanna Jawinsky, Hannelore Rabe: Gedenkstätten für Opfer und Verfolgte des Naziregimes auf dem Neuen Friedhof in Rostock. VVN-BdA Mecklenburg-Vorpommern, Rostock 2011, ISBN 978-300-035037-5,